# Mingueta (manzana)
Mingueta es el nombre de una variedad cultivar de manzano (Malus domestica). Esta manzana está cultivada en la colección de la Estación Experimental Aula Dei (Zaragoza). Esta manzana es originaria de la comunidad autónoma de Cataluña, provincia de Barcelona, donde tuvo su mejor época de cultivo comercial en la década de 1960.

## Sinónimos
- "Manzana Mingueta",[4]
- "Poma Mingueta".[6][7]

## Historia
Variedad de Cataluña, cuyo cultivo conoció cierta expansión en el pasado, pero que a causa de su constante regresión en el cultivo comercial no conservaban apenas importancia y prácticamente habían desaparecido de las nuevas plantaciones en 1971, así hay variedades tales como 'Camuesa de Llobregat' y 'Manyaga' que constituían en 1960 el 70% de la producción de manzana en la provincia de Barcelona y se encontraba la primera en otras nueve provincias y la segunda en seis y 'Normanda' que estaba muy difundida hasta 1960 entre los viveristas de Aragón (representaba el 25% de la cosecha en la cuenca del Jiloca). En 1971 Puerta-Romero y Veirat sólo encontraron 184 ha de “Manyaga” (el 31% con más de 20 años), 81 ha de “Camuesa de Llobregat” (el 36% con más de 20 años) y ya no citan al cultivar “Normanda”.

## Características
El manzano de la variedad 'Mingueta' tiene un vigor Medio; tubo del cáliz ancho o medianamente estrecho, con los estambres insertos en su mitad.
La variedad de manzana 'Mingueta' tiene un fruto de tamaño medianamente grande; forma más alta que ancha, cónica ovada, con contorno irregular; piel fuerte, lisa, brillante; con color de fondo verde amarillo, sobre color alto, color del sobre color rojo, distribución del sobre color chapa/rayas, presentando chapa roja con pinceladas más oscuras repartidas a lo largo del fruto, acusa punteado abundante y uniforme, blanquinoso, y con una sensibilidad al "russeting" (pardeamiento áspero superficial que presentan algunas variedades) muy débil; pedúnculo de longitud corto y de grosor medio, aisladamente aparece alguno de acusada carnosidad, anchura de la cavidad peduncular medianamente ancha, profundidad cavidad pedúncular poco profunda, a veces se estrecha bruscamente quedando casi superficial, borde semi-ondulado, y con  importancia del "russeting" en cavidad peduncular débil; anchura de la cavidad calicina relativamente estrecha, profundidad de la cav. calicina poco profunda o superficial con chapa costrada verde marrón, bordes ondulados, y con importancia del "russeting" en cavidad calicina débil; ojo grande, cerrado o entreabierto; sépalos fuertes, triangulares o largos, con puntas agudas, erguidas o levemente vueltas; en la base aparecen muy compactos o levemente separados, verdosos y tomentosos.
Carne de color blanco crema con fibras verdosas, más intensas las fibras que enmarcan el corazón textura crujiente, algo
harinosa; sabor poco agradable; corazón bulbiforme; eje entreabierto; celdas alargadas, rayadas con fibras lanosas; semillas de tamaño medio y puntiagudas, de color marrón claro a rojizo.
La manzana 'Mingueta' tiene una época de maduración y recolección muy tardía, madura en el invierno de Barcelona. Se usa como manzana de mesa fresca de mesa.